# Piero Palermini
Piero Palermini, pseudonimo di Giuseppe Palermini (Roma, 18 settembre 1925 – Roma, 28 gennaio 1996), è stato un attore italiano.

## Biografia
Esordisce nel mondo del cinema nel 1941 nel film Un pilota ritorna di Roberto Rossellini e, fino al 1977, partecipa a molti film, anche da protagonista soprattutto negli anni cinquanta. Pur richiesto da tanti registi di valore dell'epoca, la sua carriera pian piano si avvia in film modesti e in ruoli secondari.

## Filmografia parziale
- Un pilota ritorna, regia di Roberto Rossellini (1941)
- La bella addormentata, regia di Luigi Chiarini (1942)
- Giacomo l'idealista, regia di Alberto Lattuada (1943)
- Inviati speciali, regia di Romolo Marcellini (1943)
- Il paese senza pace, regia di Leo Menardi e Carlo Lodovici (1943)
- Vivere in pace, regia di Luigi Zampa (1947)
- La figlia del capitano, regia di Mario Camerini (1947)
- Il Passatore, regia di Duilio Coletti (1947)
- Fiamme sul mare, regia di Michał Waszyński e Vittorio Cottafavi (1947)
- Il fiacre n. 13, regia di Raoul André e Mario Mattoli (1948)
- Nennella, regia di Renato May (1948)
- Calamita d'oro, regia di Armando Fizzarotti (1948)
- La sepolta viva, regia di Guido Brignone (1949)
- Il falco rosso, regia di Carlo Ludovico Bragaglia (1949)
- Il conte Ugolino, regia di Riccardo Freda (1949)
- Il figlio di d'Artagnan, regia di Riccardo Freda (1950)
- Faddija - La legge della vendetta, regia di Roberto Bianchi Montero (1949)
- Ha da venì... don Calogero, regia di Vittorio Vassarotti (1951)
- La voce del silenzio, regia di Georg Wilhelm Pabst (1953)
- La prigioniera di Amalfi, regia di Giorgio Cristallini (1954)
- Cose da pazzi, regia di Georg Wilhelm Pabst (1954)
- I miliardari, regia di Guido Malatesta (1956)
- Giovanni dalle Bande Nere, regia di Sergio Grieco (1956)
- Nefertite, regina del Nilo, regia di Fernando Cerchio (1961)
- I pianeti contro di noi, regia di Romano Ferrara (1962)
- Totò contro Maciste, regia di Fernando Cerchio (1962)
- Gli angeli dalle mani bendate, regia di Oscar Brazzi (1975)
- La città gioca d'azzardo, regia di Sergio Martino (1975)